# Styv bågmossa
Styv bågmossa (Lescuraea radicosa) är en bladmossart som först beskrevs av William Mitten, och fick sitt nu gällande namn av Mönk.. Styv bågmossa ingår i släktet bågmossor, och familjen Leskeaceae. Arten är reproducerande i Sverige.